# Ражнатовић
Ражнатовић је српско и црногорско православно презиме поријеклом из црногорског рода Цеклин, у селима Ријека Црнојевића, Дујева, Шинђон, Превлака, Друшићи, Додоши. Ово презиме може бити само по националности црногорско, пошто велики број живе у иностранству. Најранији подаци о презимену Ражнатовић датирају из 14. вијека. Сматрали су се једном од ријетких породица које су у Ријеци Црнојевића од њеног настанка. Од настанка Старе Црне Горе, били су многи храбри ратници и јунаци са овим презименом.

## Познате личности
- Анастасија Ражнатовић (рођена 1998), српска певачица и манекенка
- Вељко Ражнатовић (1920—1986), учесник НОБ и пуковник ЈНА
- Драгослав Ражнатовић (рођен 1941), српски кошаркаш
- Жељко Ражнатовић Аркан (1952–2000), српски командант паравојних јединица и криминалац
- Светлана Ражнатовић (рођена 1973), српска певачица и супруга Жељка Ражнатовића Аркана